# Holme (Cambridgeshire)
Holme è un villaggio e parrocchia civile dell'Inghilterra, appartenente alla contea del Cambridgeshire.